# Dolní Bezděkov
Dolní Bezděkov é uma comuna checa localizada na região de Pardubice, distrito de Chrudim.